# 拉拉布彎線䲁
拉拉布彎線䲁（學名：Helcogramma rharhabe），為輻鰭魚綱䲁形目三鰭䲁科彎線䲁屬的一個種，2007年，沃特·霍勒曼 (Wouter Holleman) 對它進行了描述，這個特定名稱是科薩族酋長拉哈貝 (Rharhabe) 的名字，分布於西印度洋及東南大西洋區，從莫三比克至南非海域，深度0至3公尺，本魚體型小呈圓柱狀，吻部短，側面鈍，眼眶上有觸鬚，上頜向後延伸至眼前緣下方，上下頜齒細而密, 頸背、腹部、第1背鰭及前臀鰭基部無鱗，尾鰭基部有2排鱗片，雄魚身上有均勻分佈的紅色和黑色斑點，從背鰭到體側中線有垂直條紋，中線以下有銀色斑點，頭部從嘴角到前鰓蓋骨有藍色條紋，上唇角有深紅色斑紋，中心為黑色，背鰭硬棘10-17枚、背鰭軟條10-11枚、臀鰭硬棘1枚、臀鰭軟條19枚，體長可達3.7公分，棲息在沿海淺水域，雌魚產附著性卵在藻類築的巢，雄魚會守護卵，幼魚為浮游性，生活習性不明。